# Pterodroma brevipes
Pterodroma brevipes là một loài chim trong họ Procellariidae.